# Застава Етиопије
Застава Етиопије усвојена је 6. фебруара 1996. године. На њој су панафричке боје- црвена, зелена и жута које су се налазиле и на застави Етиопије из 1897. године а и пре тога на застави Етиопског царства Соломонске династије почетком 19. века. 
Значење боја тумачи се на више начина. Црвена симболизује моћ Африке и крв проливену за одбрану земље, жута мир и хармонију међу различитим етничким групама у Етиопији а зелена плодност земље. И многе друге афричке земље су усвајале ове боје као своје националне након стицања независности па отуда и потиче назив панафричке боје. 
Пре 1996. а и данас у ретким случајевима може се видети верзија заставе без грба. Грб се често мењао. Данас се на застави налази грб са петокраком звездом и зрацима. Звезда петокрака је жуте боје на плавом кругу који прелази на зелене и црвене пруге. Звезда симболизује сјајну етиопску будућност а зраци вероватно представљају једнакост свих људи у Етиопији. 